# 双湖桥
双湖桥位于武汉市武昌区天鹅路，跨东湖及其子湖水果湖，是一座古典园林风格的拱桥。
双湖桥宽25米，全长120米，沥青路面，桥两侧为花岗岩贴面。共十七孔，中孔圆拱净跨9.6米，其两侧对称各有八孔半椭圆拱。拱桥基础为C20条形扩大基础，拱圈为C30钢筋砼，两侧为花岗岩贴面，白玉般的桥拱掩藏于绿树丛中，色彩明丽、和谐， 线条流畅；桥下碧波荡漾，倒影成环，十分诱人。